# Plagodis postlineata
Plagodis postlineata är en fjärilsart som beskrevs av Eugen Wehrli 1939. Plagodis postlineata ingår i släktet Plagodis och familjen mätare. Inga underarter finns listade i Catalogue of Life.